# Dialetto di Wenzhou
Il dialetto di Wenzhou o wenzhounese è un dialetto della lingua wu, parlato principalmente nella città-prefettura cinese di Wenzhou e in diverse comunità della diaspora wenzhounese, in particolare in Italia, Spagna e Francia.
La variabilità dialettale è elevata. Sebbene solitamente i parlanti di villaggi limitrofi possano comprendersi senza difficoltà, la mutua intelligibilità può variare considerevolmente con l'incremento della distanza.
Sebbene venga generalmente considerato un dialetto della lingua wu, alcuni lo ritengono una lingua a sé stante. Infatti condivide pochi vocaboli con il dialetto di Shanghai e di Suzhou, soltanto il 31.2% , inferiore a quella condivisa con la lingua gan e xiang.

## Fonologia
La caratteristica principale del wenzhounese (e della lingua wu) è la conservazione della distinzione delle consonanti in tre serie (sonore, sorde e sorde aspirate) del cinese medio.
|               |               | Labiali | Alveolari | Alveolo- palatali | Velari | Glottali |
| ------------- | ------------- | ------- | --------- | ----------------- | ------ | -------- |
| Nasali        | Nasali        | m       | n         | ȵ                 | ŋ      |          |
| Occlusive     | sonora        | b       | d         |                   | ɡ      |          |
| Occlusive     | sorda         | p       | t         |                   | k      |          |
| Occlusive     | aspirata      | pʰ      | tʰ        |                   | kʰ     |          |
| Affricate     | sonora        |         | dz        | dʑ                |        |          |
| Affricate     | sorda         |         | ts        | tɕ                |        |          |
| Affricate     | aspirata      |         | tsʰ       | tɕʰ               |        |          |
| Fricativi     | sorda         | f       | s         | ɕ                 |        | h        |
| Fricativi     | sonora        | v       | z         |                   |        | ɦ        |
| Approssimanti | Approssimanti |         | l         | j                 |        |          |

/ŋ/ può essere considerata una sillaba a se stante. 
|             | Anteriori                  | Anteriori                  | Centrali                   | Posteriori                 |
| Unrounded   | Rounded                    |                            | Centrali                   | Posteriori                 |
| ----------- | -------------------------- | -------------------------- | -------------------------- | -------------------------- |
| Chiuse      | i                          | y                          | ɨ                          | u                          |
| Semi-chiusa | e                          | ø                          |                            | o                          |
| Semi-aperta | ɛ                          |                            | ɜ                          |                            |
| Aperta      | a                          |                            |                            |                            |
| Dittonghi   | ai au ei øy ɤu/ou iɛ uɔ/yɔ | ai au ei øy ɤu/ou iɛ uɔ/yɔ | ai au ei øy ɤu/ou iɛ uɔ/yɔ | ai au ei øy ɤu/ou iɛ uɔ/yɔ |

L'unica coda possibile è /ŋ/.
| Kaikou | /ɿ/知书水 | /a/山拿摘      | /ɛ/杏行亨  | /e/改色猜 | /ə/好告否 | /ø/暗断孙  | /o/花恶坐  | /ai/归枚失      | /ei/蛇济的 | /au/搜楼愁  | /ɤu/留楚速  | /øy/土魔鱼 | /aŋ/寻尽很      | /eŋ/命贞城 | /oŋ/风红洞  | /m̩/木(老派) |
| Qichi  | /i/折天张 | /ia/药晓鸟     | /iɛ/笑生略 |           |           |            |            | /iai/一泣溺     |            | /iau/休扭丘 | /ieu/手熟育 |            | /iaŋ/经认琴     |            | /yoŋ/营春熏 | /n̩/嗯       |
| Hekou  | /u/歌果胡 | /ua/关快(老派) | /uiɛ/      |           |           | /uɔ/慌夸孝 |            | /uai/归灰(老派) |            |             |             |            | /uaŋ/管卵(老派) |            |             | /ŋ̍/二       |
| Cuokou | /y/绝远鬼 |                |            |           |           | /yɔ/况共从 | /yo/续属戳 |                 |            |             |             |            |                 |            |             |             |

La tabella rappresenta la classificazione tradizionale cinese delle finali: Kaikou indica le finali non precedute da una semiconsonante, Qichi indica le vocali che iniziano con /i/ o /j/, Hekou indica quelle che iniziano con /u/ o /w/ e Cuokou indica le vocali che iniziano con /y/.
| Numero del tono | Nome del tono     | Contorno del tono |
| --------------- | ----------------- | ----------------- |
| 1               | yīn píng (陰平)   | ˧ 33              |
| 2               | yáng píng (陽平)  | ʱ˧˩ 31            |
| 3               | yīn shǎng (陰上)  | ˧˥ʔ 35            |
| 4               | yàng shǎng (陽上) | ʱ˨˦ʔ 24           |
| 5               | yīn qù (陰去)     | ˦˨ 42             |
| 6               | yáng qù (陽去)    | ʱ˩ 11             |
| 7               | yīn rù (陰入)     | ˧˨˧ː 323          |
| 8               | yáng rù (陽入)    | ʱ˨˩˨ː 212         |